# Hippopotamyrus harringtoni
Hippopotamyrus harringtoni és una espècie de peix africà del gènere Hippopotamyrus en la família Mormyridae, endèmic en les conques hidrogràfiques d'Àfrica, com els rius Nil i Sobat, incloent la unió del Nil Blanc i Blau. És nativa del Sudan i Etiòpia.

## Morfologia
En funció de la seva morfologia, pot agrupar-se dins dels denominats «lluços del riu Nil» juntament amb el Brienomyrus, Mormyrops, Marcusenius, Petrocephalus y Pollimyrus.
Posseeix petites barbes i es caracteritza per posseir un cap allargat que pot arribar a mesurar el doble del seu alt. Manquen de l'extensió de l'aparell bucal dels peixos elefant.
Pot aconseguir una grandària aproximada de 305 mm.

## Estat de conservació
Respecte a l'estat de conservació es pot indicar que d'acord amb la UICN aquesta espècie es pot catalogar en la categoria de «Dades insuficients (DD)», ja que no hi ha informació suficient per a determinar la categoria d'aquesta espècie.